# ورد ناعم
ورد ناعم (الاسم العلمي:Rosa laevigata) هو نوع من النباتات يتبع جنس الورد من الفصيلة الوردية. موطنه جنوب الصين وتايوان جنوبًا إلى لاوس وفيتنام ،و الولايات المتحدة.